# Philogenia helena
Philogenia helena – gatunek ważki z rodziny Philogeniidae. Występuje na terenie Ameryki Południowej.